# Birzal
Birzal o Banu Bizal foren una tribu amaziga del grup zenata establerta al Zab (sud de Msila) al segle x. Msila fou edificada pel califa fatimita justament per vigilar als Banu Birzal.
La tribu va donar suport a Abu Yazid Makhlad ben Kaydad al-Nukkari, l'home de l'ase; perdonats pel califa, al cap d'un temps van participar en la revolta del governador del Zab, Djafar ibn al-Andalusi (971) però derrotats pels fatimites es van haver de refugiar a la península Ibèrica on van formar un petit emirat o taifa a Carmona al segle xi, que fou sotmès pels abbàdides de l'Emirat d'Ixbíliya el 1051 o 1067.